# Brahmina longiceps
Brahmina longiceps är en skalbaggsart som beskrevs av Moser 1918. Brahmina longiceps ingår i släktet Brahmina och familjen Melolonthidae. Inga underarter finns listade.